# Chefin
Natanael Cauã Almeida de Souza (Rio de Janeiro, 14 de setembro de 2004), mais conhecido como Chefin, é um rapper, cantor e compositor brasileiro.

## Carreira
Ficou conhecido nacionalmente pela canção "212", que alcançou o 4° lugar da Billboard Brazil, e atualmente possui mais de duzentos milhões de streams na Internet. Outros de seus trabalhos conhecidos são a música "Deus É o Meu Guia", "Historinha" e "2step" com Ed Sheeran. Atualmente Chefin faz parte da Mainstreet Records, gravadora a qual lançou seu álbum de estreia "A Nova Era". Em 2022 Chefin foi vencedor do prêmio MTV Millennial Awards 2022 na categoria "Trap na cena".

## Controvérsias

### Confusão no voo da Latam
No dia 19 de abril de 2022, Chefin, PL Quest, Bielzin e Oruam embarcavam em um voo com destino ao Espírito Santo, onde seria realizado um show, mas foram intimados dentro da aeronave por não fazerem usos das máscaras de proteção contra a COVID-19. Os artistas se negaram a pôr as máscaras, exceto Chefin, e o mesmo presenciou a expulsão de seus colegas durante o voo, que fez a aeronave retornar para o aeroporto de partida, para entregá-los à Polícia Federal. Chefin contou sua versão do acontecimento para o jornalista Leo Dias, colunista do jornal Metrópoles.

## Discografia

### Álbuns de estúdio
- A Nova Era (2022)
- O Mais Novo Romântico (2023)
- Nós Era Duro (2024)

### Como artista principal
- "Tropa do Flamengo"
- "10 Carros"
- "212"
- "Deus é o Meu Guia"
- "Do Seu Lado"
- "Invejoso"
- "Tropa do Mais Novo"

### Participações especiais
- 2step (c/ Ed Sheeran)